# 西印度洋管燧鯛
西印度洋管燧鯛輻鰭魚綱金眼鯛目燧鯛亞目燧鯛科的其中一種，發現於以色列及日本海域，棲息深度143-274公尺，體長可達9.6公分，體具發光器官，夜行性。

## 擴展閱讀
維基物種上的相關：西印度洋管燧鯛